# Giesecke Bræer
Giesecke Bræer är en glaciär i Grönland (Kungariket Danmark). Den ligger i kommunen Qaasuitsup, i den västra delen av Grönland, 1 100 km norr om huvudstaden Nuuk. Giesecke Bræer ligger 454 meter över havet.
Terrängen runt Giesecke Bræer är kuperad. Trakten runt Giesecke Bræer är nära nog obefolkad, med mindre än två invånare per kvadratkilometer. Det finns inga samhällen i närheten. Trakten runt Giesecke Bræer är permanent täckt av is och snö.